# Анри, Поль и Проспер
| Открытые астероиды: 14 (по 7 каждый) | Открытые астероиды: 14 (по 7 каждый) | Открытые астероиды: 14 (по 7 каждый) |
| ------------------------------------ | ------------------------------------ | ------------------------------------ |
| (125) Либератрикс                    | 11 сентября 1872                     | Проспер Анри                         |
| (126) Веледа                         | 5 ноября 1872                        | Поль Анри                            |
| (127) Жанна                          | 5 ноября 1872                        | Проспер Анри                         |
| (141) Люмен                          | 13 января 1875                       | Поль Анри                            |
| (148) Галлия                         | 7 августа 1875                       | Проспер Анри                         |
| (152) Атала                          | 2 ноября 1875                        | Поль Анри                            |
| (154) Берта                          | 4 ноября 1875                        | Проспер Анри                         |
| (159) Эмилия                         | 26 января 1876                       | Поль Анри                            |
| (162) Лаврентия                      | 21 апреля 1876                       | Проспер Анри                         |
| (164) Ева                            | 12 июля 1876                         | Поль Анри                            |
| (169) Зелия                          | 28 сентября 1876                     | Проспер Анри                         |
| (177) Ирма                           | 5 ноября 1877                        | Поль Анри                            |
| (186) Келута                         | 6 апреля 1878                        | Проспер Анри                         |
| (227) Философия                      | 12 августа 1882                      | Поль Анри                            |

Поль-Пьер Анри (фр. Paul-Pierre Henry); 21 августа 1848 в Нанси — 4 января 1905 в Париже.
Матьё-Проспер Анри (фр. Mathieu-Prosper Henry); 10 декабря 1849 в Нанси — 25 июля 1903, в Париже.
Братья Поль Анри и Проспер Анри были французскими учёными, занимавшимися астрономией и оптикой, первооткрыватели астероидов, работавшие в Парижской обсерватории. В период с 1872 по 1882 год ими было открыто в общей сложности 14 астероидов (по 7 астероидов каждый), причём открытия причислялись последовательно то одному, то другому брату.

## Работа
Они занимались созданием телескопов рефракторов, а также изготовлением некоторых других оптических приборов для астрономических обсерваторий и, кроме того вели самостоятельные астрономические наблюдения. Всего ими было открыто 14 астероидов (каждый по 7), которые приведены в таблице справа. Они также принимали участие в создании звёздного каталога, создание которого началось в XIX веке 20 обсерваториями по всему миру.
В знак признания заслуг в честь них были названы кратеры на Луне (Братья Анри) и Марсе, а также астероид (1516) Анри.